# غبيراء مروحية الأوراق
الغبيراء المروحية الأوراق (باللاتينية: Sorbus flabellifolia) نوع نباتي شجري يتبع جنس الغبيراء من الفصيلة الوردية.
تنتشر في جبال ساحل المشرق العربي (جبال اللاذقية وجبل لبنان).